# النواجي (واد الجديدة)
النواجي هي إحدى مشيخات المملكة المغربية، تتبع جغرافيا لعمالة مكناس وإداريًا لواد الجديدة. يقدر عدد سكانها بـ 6228 نسمة حسب الإحصاء الرسمي للسكان والسكنى لسنة 2004.